# Прямая речь (лекторий)
Лекторий «Прямая речь» — компания — организатор публичных лекций по литературе, истории, музыке, математике и психологии. Проводит творческие вечера, образовательные курсы и мероприятия для взрослых и детей.
В 2009 году Татьяна Булыгина со своей подругой Светланой Большаковой начали проводить первые публичные лекции. Сегодня лекторий включает в себя несколько проектов:
- лекции, курсы и другие мероприятия в лектории на Патриарших прудах, ЦДЛ и зале им. Чайковского;
- организация мероприятий развлекательного и делового формата для компаний;
- онлайн-школа для детей 7+;
- YouTube-канал «ЖЗЛ с Дмитрием Быковым».

## История

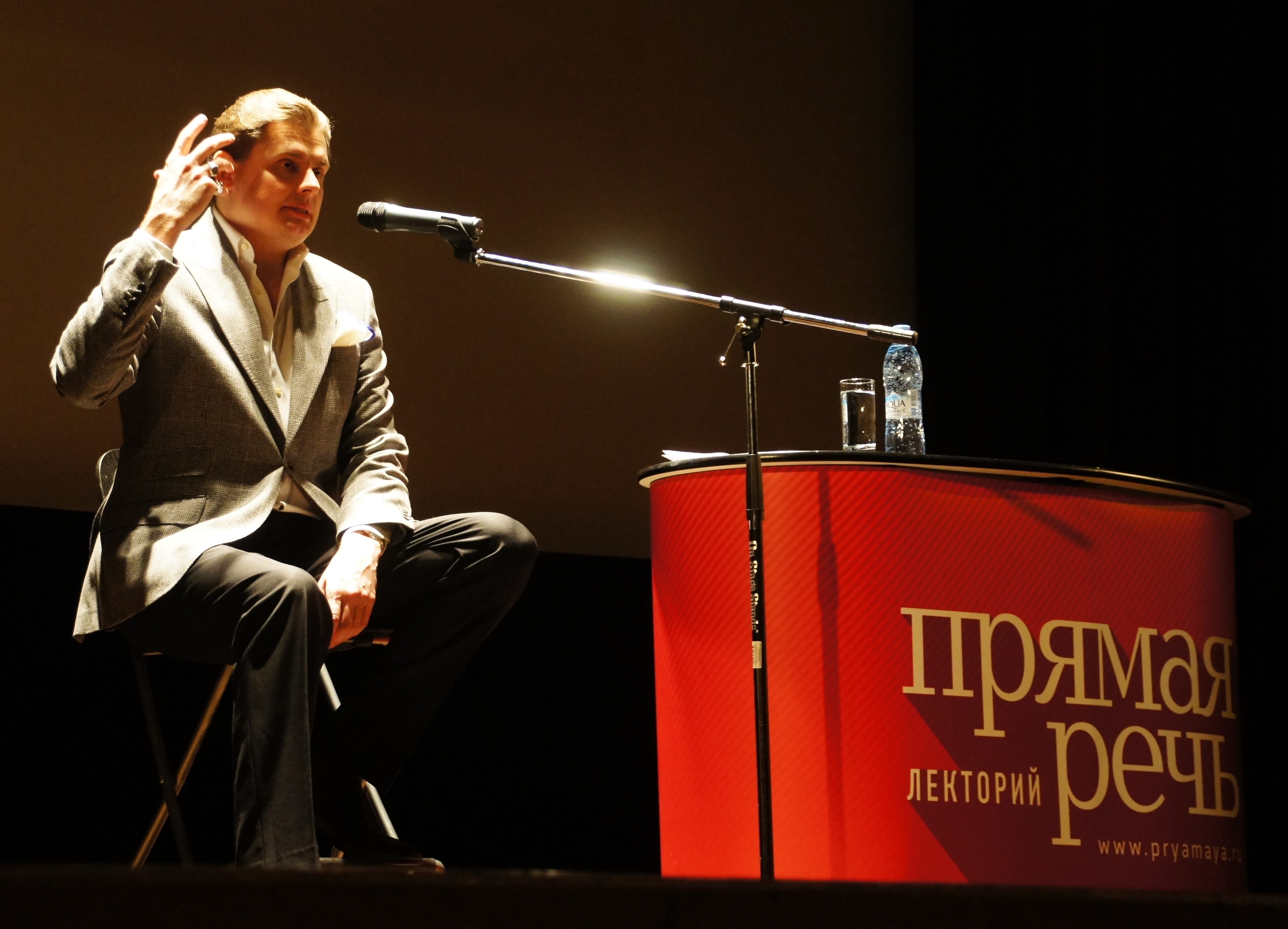
Выступление в лектории.
ЦДЛ, 2017 год

Лекторий «Прямая речь» был основан в 2009 году Татьяной Булыгиной и Светланой Большаковой.
В Москве мероприятия Лектория ежедневно проходят:
- На главной площадке Лектория по адресу Ермолаевский переулок, 25
- В Центральном доме литераторов
- В Еврейском культурном центре
- В Концертном зале имени Чайковского

«Прямая речь» занимается организацией мероприятий в Екатеринбурге, Санкт-Петербурге, Тель-Авиве, Лондоне, Риге и Берлине.

## Известные лекторы
Литература
- Архангельский, Александр Николаевич
- Быков, Дмитрий Львович
- Рубина, Дина Ильинична
- Толстая, Татьяна Никитична

Иностранные языки
- Петров, Дмитрий Юрьевич

История
- Басовская, Наталия Ивановна
- Варгафтик, Артём Михайлович
- Зубов, Андрей Борисович
- Понасенков, Евгений Николаевич
- Радзинский, Эдвард Станиславович
- Млечин, Леонид Михайлович

Биология и медицина
- Колмановский, Илья Александрович
- Черниговская, Татьяна Владимировна

Математика
- Андреев, Николай Николаевич

Психология и педагогика
- Зицер, Дима
- Лабковский, Михаил Александрович
- Мурашова, Екатерина Вадимовна

В проекте лектория Прямая речь принимали участие Андрей Кончаловский, Сергей Юрский, Михаил Ефремов, Борис Акунин, Константин Райкин, Александр Филиппенко, Иван Вырыпаев, Борис Гребенщиков, Леонид Парфёнов, Татьяна Друбич, Чулпан Хаматова, Ксения Собчак, Николай Цискаридзе, Ингеборга Дапкунайте, Андрей Макаревич, Диана Арбенина и многие другие.